# Francis Ponge
Pour les articles homonymes, voir Ponge.
Ne doit pas être confondu avec François Ponge.
 (novembre 2021).
Francis Ponge est un écrivain et poète français, né le 27 mars 1899 à Montpellier (Hérault) et mort le 6 août 1988 au Bar-sur-Loup (Alpes-Maritimes). Il fut en relation avec le groupe surréaliste, sans adhérer pleinement à ce mouvement. À travers ses poèmes, il cherchait à redéfinir les processus créatifs et le rapport entre le langage signifiant et la chose signifiée, et ce contre la poésie lyrique et sa subjectivité. En faveur d'une quête descriptive, il explora la considération des choses dans le cadre même du combat poétique, politique et ironique contre l'inadéquation du mot. Ces projets étaient liés à ses visions humanistes et athées, ainsi qu'à un engagement actif contre le nazisme et le fascisme. En effet, le poète adhéra au communisme, quoique non sans réserves.

## Biographie

### Jeunesse et formation
En 1900, peu après la naissance de Francis Jean Gaston Alfred à Montpellier, la famille Ponge, établie à Nîmes (Gard), s’installe en Provence, en Avignon (Vaucluse), où naît Hélène, la sœur de Francis, le 27 septembre 1899. Pendant neuf ans, les Ponge mènent une vie bourgeoise au sein de la bonne société protestante d’Avignon : parcs, villégiatures à la montagne, gouvernantes et précepteurs.
En 1909, Armand Ponge, le père de Francis Ponge, est muté à Caen. La famille le suit et s'intègre à la société bourgeoise protestante de la ville normande. Francis est scolarisé au lycée Malherbe jusqu’au baccalauréat. Il est un élève brillant, mais dissipé. Les vacances sont partagées entre les plages de Normandie et le midi. En 1913, il voyage aux Pays-Bas, en Belgique et au Royaume-Uni avec son oncle paternel, professeur au lycée Condorcet à Paris, et sa tante. En 1914, l’approche de la guerre interrompt ses vacances d’été en Thuringe. Il travaille dans un hôpital militaire caennais à la fin de l’été. Il suit à la Gare de l'Est à Paris une manifestation organisée par Maurice Barrès. Il entre en classe de rhétorique et découvre le Littré, lit Lucrèce, Horace, Tacite, les symbolistes. C’est une période de dandysme où il écrit ses premiers poèmes.
En 1915, il obtient la meilleure note de l’académie en philosophie pour une dissertation sur L’art de penser par soi-même. Il décide de s’engager dans l'armée après la mort d’un cousin tué au front. Mais, une crise d’appendicite aiguë qui le contraint à être hospitalisé l’en empêche. En 1916, il entre en hypokhâgne au lycée Louis-le-Grand où il a pour professeur André Bellessort. Il publie son premier sonnet dans La Presqu’île no 4 (octobre) sous le pseudonyme de Paul-Francis Nogères. Il se réclame de Barrès en art comme en politique. En 1917, il mène en parallèle des études de droit et de philosophie à la Sorbonne. Il participe aux manifestations patriotiques de la jeunesse barrésienne contre le défaitiste Caillaux au cours inaugural de Victor Basch en Sorbonne, mais s’intéresse malgré tout à la révolution russe.
En 1918, il est reçu au baccalauréat de droit et admissible en licence de philosophie, mais, étant resté muet à l’oral, il est finalement recalé. Il est mobilisé dans l’infanterie à Falaise, puis au G.Q.G. des Armées françaises à Metz. Il lit Nietzsche (La Naissance de la tragédie). En 1919, il suit le G.Q.G. à Chantilly, et contracte la diphtérie. Il passe sa convalescence dans la villa d’Henry Bataille, où il écrit la Promenade dans nos serres, premier texte où apparaît le « matérialisme logique ». À Strasbourg, avec Gabriel Audisio et Jean Hytier, il prépare l’École normale supérieure. Il est admissible, mais reste une fois de plus muet à l’oral. Il adhère au parti socialiste. Démobilisé, il se brouille avec sa famille.
En 1920, il mène une vie de bohème entre Caen et Paris. En 1921, il rédige Esquisse d’une parabole, apologue socialiste qui sera publié fin 1922 dans Le Mouton blanc, revue dirigée par Jean Hytier et Gabriel Audisio et fondée sous l'égide de Jules Romains. En 1922, il séjourne à Caen où il se réconcilie avec sa famille et connaît une intimité intellectuelle avec son père. Il rencontre Jacques Rivière, à qui il adressera Trois satires, et Jean Paulhan, nîmois et amis de la famille. Il entre au service de la fabrication chez Gallimard. Il écrit les satires Fragments métatechniques publiées en janvier 1923. Son père décède en mai 1923 et sa mère ainsi que sa sœur viennent s'installer à Paris.

### Carrière
En 1924, alors qu'il revient d'un voyage en Italie, il apprend la mort de Jacques Rivière. Il publie alors dans la revue Commerce, « À la gloire d'un ami ». Il fait la rencontre d'Odette Chabanel en 1927 qu'il épouse le 4 juillet 1931 et avec qui il aura sa fille unique, Armande, en 1935. Il entre aux Messageries Hachette quelques mois avant son mariage.
En réponse à la violente manifestation antiparlementaire du 6 février 1934 menée par la droite radicale, Francis Ponge et Jean Tardieu participent à une manifestation de gauche place de la République le 9 juillet.
Il devient responsable syndical à la C.G.T. de la maison d'édition dans laquelle il travaille en 1936. Après avoir fait la grève et occupé les locaux de chez Hachette il adhère au parti communiste en 1937. Il est licencié de chez Hachette la même année. Alors qu'il termine d'écrire Le Parti pris des choses en 1939, il est envoyé au Grand Quevilly où il devient Commis et Ouvrier d'Administration lors de la Seconde Guerre mondiale. Il est démobilisé au mois de juillet. Il rédige cette année-là Le Carnet du bois de pins qu'il publiera en 1947.
En 1941 il entre en résistance puis en 1942 il est agent de liaison pour la zone sud. Il fait la rencontre de Jean Tortel, Joë Bousquet, Luc Estang et Paul Éluard.
En 1944, dans un Paris libéré, il devient le directeur des pages littéraires du journal Action grâce à une proposition de Louis Aragon. En 1946, ses opinions divergent du communisme et il quitte le journal. Les années qui suivirent il enchaîna des conférences dans différentes villes de France, de Belgique, des Pays-Bas, de Grande-Bretagne et d'Allemagne. Il est professeur à l'Alliance française de Paris de 1952 à 1964.

## Le «drame de l'expression»
Poète contemporain, il éprouve déjà, à l'âge de dix-sept ans, une violente révolte contre le parler ordinaire : « N'en déplaise aux paroles elles-mêmes, étant donné les habitudes que dans tant de bouches infectes elles ont contractées, il faut un certain courage pour se décider non seulement à écrire, mais même à parler » (Proêmes, « Des Raisons d'écrire », II). Ponge souligne les difficultés qu'il éprouve à exprimer sa douleur après le décès de son père mais il écrit tout de même La Famille du sage à la suite de sa disparition. Son sentiment d'un « drame de l'expression » s'avive : le désir irrépressible de s'exprimer (ce que Ponge appelle la « rage de l'expression ») affronte un langage dont les imperfections contraignent, voire faussent tout discours (il faut donc s'exprimer « compte tenu des mots »).
Dans cette perspective, Ponge fait sienne la conception du poète selon Lautréamont : le poète doit être « plus utile qu'aucun citoyen de sa tribu » parce qu'il invente le langage qu'emploieront ensuite les journalistes, les juristes, les négociants, les diplomates, les savants. S'il appartient au poète de modifier le langage, alors il lui faut d'une part maîtriser en profondeur ce langage et d'autre part voir ce que ce langage peut dire des choses les plus simples. Loin de tout sentimentalisme romantique, Ponge choisit de construire des « définitions-descriptions » de l'objet et consacre son écriture aux choses familières qui nous entourent (le cageot, la cigarette, la bougie, l'orange, le galet, le savon) : « Natare piscem doces » (« Tu apprends au poisson à nager ») dit l'auteur au début de Proêmes. Ce travail aboutit, après dix ans d'écriture, à la publication, en 1942, du Parti pris des choses. Cette apparente lenteur s'explique par le fait que, au cours des années 1930, son emploi aux Messageries Hachette, qu'il qualifie de « bagne », ne lui laisse que vingt minutes par jour pour écrire, puis, pendant la Seconde Guerre mondiale, par la priorité qu'il accorde à ses activités de résistant.

## Le projet duParti pris des choses
Le Parti pris des choses tente de rendre compte des objets de la manière la plus précise et la plus rigoureuse possible, cherchant en particulier à exprimer leurs qualités caractéristiques. Ce compte rendu porte sur les qualités physiques de l'objet (Ponge recourt volontiers au vocabulaire technique des sciences expérimentales ; signalant à plusieurs reprises sa dette envers Buffon, Jean Pinge ou Emmanuel de Martonne, il insiste sur la parenté entre son travail et la recherche scientifique), sur les qualités linguistiques du mot désignant l'objet, en particulier l'étymologie, mais aussi le choix et l'ordre des lettres qui composent le mot. Ainsi Ponge écrit-il en ouverture du Cageot : « À mi-chemin de la cage au cachot la langue française a cageot ». L'ambition du poème consiste alors à établir des liens justifiant le rapprochement entre l'objet d'un côté et le mot de l'autre — ce que Ponge appelle « fonder (le mot) en réalité » : on a pu ainsi qualifier son travail de cratylisme[réf. souhaitée], par référence au Cratyle de Platon où Socrate tente d'établir des étymologies ainsi « fondées en réalité ».
Il en découle que chaque objet commande sa propre rhétorique, et jusqu'à la forme même du "poème" destiné à rendre compte de ses qualités. Ponge résume cette recherche par une équation frappante : « En somme voici le point important : PARTI PRIS DES CHOSES égale COMPTE TENU DES MOTS. ». Le signifiant est alors exploité tant phoniquement que graphiquement (Ponge fréquente assidûment les peintres, notamment Braque, Picasso, Kermadec, Fautrier auxquels il consacre des essais). Ainsi le mot s'emploie-t-il comme matériau du texte (Ponge s'inscrit dans la lignée poétique de Rimbaud, Lautréamont et Mallarmé).

Cependant, les jeux de lettres relèvent de l'arbitraire de la langue et de l'irrationnel (le rapprochement entre "cage", "cageot" et "cachot" peut encore se justifier, mais entre "savon" et "savoir", par exemple, l'analogie semble bien plus discutable). Ponge s'évertue, dans Le Parti pris des choses, à accroître cette part irrationnelle au moyen de calembours, d'allitérations, de permutations de lettres, d'analogies, d'associations d'idées (à propos de l'orange, il évoque la « lanterne vénitienne des saveurs »), tout en restant, en apparence, sur une description "à froid". Cette tension extrême des textes diffuse un humour très subtil, lequel couvre d'apparences débonnaires ou futiles un message bien plus tragique et subversif : le "compte tenu des mots" s'avérant impérieux pour tout discours (pas seulement pour les textes du Parti pris), et la forme de ces mots relevant en partie de l'arbitraire linguistique, alors il existe nécessairement une part irrationnelle dans tout discours. Dans une telle perspective, truffer une description en apparence objective et rigoureuse d'éléments irrationnels ressemble, à bien des égards, à un travail de sape systématique de la langue. Commentant son propre travail, Ponge évoque un "anarchiste" en train de construire une "bombe" dont la "poudre" serait l'irrationnel (Entretiens avec Philippe Sollers). Par ailleurs, cette dimension irrationnelle inhérente à tout discours renvoie l'individu à l'absurdité de sa condition. Cependant, Ponge écrit contre le pessimisme existentiel, l’incertitude et l’angoisse métaphysique, le "silence déraisonné du monde" auquel Camus fait référence dans Le Mythe de Sisyphe (« L’absurde naît de cette confrontation entre l’être humain et le silence déraisonné du monde »), ou encore Pascal (« Le silence éternel de ces espaces infinis m’effraie »). Ponge entend au contraire faire parler les choses : « le monde muet est notre seule patrie » déclare-t-il. Il choisit délibérément des objets finis, modestes, circonscrits, « rien qui flatte ce masochisme humain, rien de désespérant ». En 1954, dans Pratique d’écriture ou l’inachèvement perpétuel, il déclare : 

« À partir du moment où l’on considère les mots comme une matière, il est très agréable de s’en occuper. Tout autant que peut l’être pour un peintre de s’occuper des couleurs et des formes. Très plaisant d’en jouer. (…) Par ailleurs, c’est seulement à partir des propriétés particulières de la matière verbale que peuvent être exprimées certaines choses — ou plutôt les choses. (…) S’agissant de rendre le rapport de l’homme au monde, c’est seulement de cette façon qu’on peut espérer réussir à sortir du manège ennuyeux des sentiments, des idées, des théories, etc. »

Il se réclame également de Lucrèce (Ier siècle av. J.-C.), disciple d’Épicure, dont le De rerum natura rappelle le titre qu'il avait d'abord envisagé pour Le Parti pris des choses : « l’approbation de la nature »[réf. souhaitée]. Pour lui, « la foudre est physique et pas métaphysique ». L’univers se réduit à un ensemble d’atomes qui s’assemblent selon diverses combinaisons. Le matérialisme philosophique est donc ici à rapprocher d’un matérialisme verbal et poétique.

## Réception et dépassement duParti pris des choses
Dès sa première édition, Le Parti pris des choses attira l'attention d'Albert Camus (résistant comme Ponge, il a envoyé à ce dernier le manuscrit du Mythe de Sisyphe, lequel occasionna une riche et amicale correspondance entre les deux écrivains), puis de Jean-Paul Sartre, qui consacre une critique importante au recueil (L'Homme et les choses, Poésie 44, juillet-octobre 1944) et rédige une préface au Parti pris des choses. Maldiney, un autre phénoménologue, écrit Le legs des choses dans l’œuvre de Francis Ponge et Derrida lui consacre l’objet d’un entretien. Néanmoins, Ponge se méfie des philosophes de l’abstraction conceptuelle. Il n’est pas idéaliste, mais matérialiste, ne s’intéresse pour sa part qu’au « rapport de l’homme au monde ». L'enthousiasme des philosophes de l'absurde et des existentialistes pour Le Parti pris provoquera d'abord l'étonnement flatté de l'auteur, puis, plus tard, un regret grandissant car, si ces commentaires contribuent à la notoriété de Francis Ponge, ils gêneront la reconnaissance des dimensions les plus novatrices de son œuvre proprement littéraire, entretenant de nombreux malentendus.
La première difficulté vient de la grande confusion éditoriale des livres de Ponge : Le Parti pris des choses, œuvre de jeunesse (certains textes datent des années 1920), n'est publié qu'en 1942. Entre-temps, l'auteur a mûri. Au cours des années 1930, il rédige une série de textes brefs reflétant une réflexion approfondie sur le langage en général et sur les structures linguistiques du français en particulier. Ces textes cherchent à cerner au plus près les propriétés spécifiques de la langue françaises (ainsi Les Poissons volants s'efforce-t-il d'exprimer la valeur propre de l'imparfait de l'indicatif). Discours sur le discours, ils peuvent être qualifiés de "métalinguistiques" et semblent relever de la logique ou de la philosophie ; mais dans l'esprit de Ponge, il s'agit d'une œuvre strictement littéraire destinée à la fois à légitimer et à dépasser le Parti pris, en mettant l'accent sur le travail réformateur, voire révolutionnaire, du poète "inventeur" d'une langue nouvelle. Cependant, la très haute abstraction de ces textes et leur abord souvent obscur sèment le doute dans l'esprit des éditeurs, lesquels repoussent plusieurs fois la publication (ces retards provoqueront la brouille définitive entre Ponge et Jean Paulhan, qu'une solide amitié liait pourtant depuis le début des années 1920). Rassemblés sous le titre Proêmes (mot-valise associant prose et poème, en même temps que transcription d'un mot grec [ prooimion ] désignant le prélude d'un chant ou l'exorde d'un discours), ces travaux à valeur de manifeste ne paraîtront en effet qu'en 1948, après que Ponge, presque quinquagénaire, exprima son impatience et son mécontentement dans des termes extrêmement vifs (il écrit à Gaston Gallimard : « Mon œuvre étouffe, et cela ne peut plus durer »).
La deuxième difficulté amène Ponge à s'apercevoir que les associations d'idées et les jeux de lettres provoquent des permutations et des développements infinis ; de là, il reconnaît que la jubilation que peut provoquer l'activité poétique provient en large part de cette surprise renouvelée devant un objet pourtant connu (il nomme "objeu" cette relation particulière à l'objet). Il énonce ainsi son intention : « En revenir toujours à l'objet lui-même, à ce qu'il a de brut, de différent : différent en particulier de ce que j'ai déjà (à ce moment) écrit de lui » (La Rage de l'expression, "Berges de la Loire"). Si le poète trouve toujours quelque chose de différent à écrire à propos d'un même objet, il ne peut être question de "finir" un poème. La forme "fermée", "finie", des textes du Parti pris apparaît comme un leurre regrettable. Ponge lui préférera désormais une forme "ouverte", où il montre, par la publication des notes successives à propos d'un même objet, la constante imbrication des thèmes et leur constant renouvellement. Puisqu'un poème est à proprement parler "interminable", alors le poète ne peut de facto que publier des "travaux en cours", ce qui est précisément le cas des textes rassemblés sous le titre La Rage de l'expression (publié en 1952).[Interprétation personnelle ?]
Ainsi, au moment des publications du Parti pris des choses, Ponge a-t-il nettement infléchi le sens de son travail, et choisi des orientations qui, si elles ne constituent pas, tant s'en faut, un reniement de ses œuvres de jeunesse, les relèguent cependant au statut de travaux préparatoires. Pendant ce temps, la notoriété grandissante de Ponge lui vaut, au cours des années 1950, de recevoir plusieurs demandes de la part des éditeurs, ce qui conduit à la publication en 1961 et 1962 du Grand recueil, somme assez disparate de textes variés (certains inédits datant même du début des années 1920). Sans doute cette reconnaissance de l'auteur doit-elle être saluée ; malheureusement, elle estompe le caractère profondément novateur de ses recherches de l'entre-deux-guerres. En particulier, la place majeure accordée par la plupart des critiques au Parti pris des choses conduit à plusieurs contresens sur l'œuvre de Ponge et gêne considérablement la pleine compréhension de sa portée la plus originale.[Interprétation personnelle ?]

## Pour un Malherbe, foyer d'une œuvre complexe
(décembre 2019).
- Si vous ne connaissez pas le sujet, laissez ce bandeau (vous pouvez alors contacter les auteurs).
- Si vous supprimez le contenu mis en cause (vous pouvez préalablement contacter les auteurs),

argumentez précisément cette suppression dans la page de discussion
(un manque de référence n'est pas un argument ; une recherche réelle de référence doit avoir été effectuée, être formellement documentée).
L'extrême originalité de Ponge trouve cependant à s'expliciter en 1965, dans des essais magistraux sur François de Malherbe. Les contemporains éprouvèrent une certaine surprise teintée parfois de déception, voire d'un sentiment de trahison : comment Ponge, proche des surréalistes, longtemps membre du Parti communiste, et se qualifiant lui-même volontiers de révolutionnaire, pouvait-il écrire de telles louanges à un poète en apparence si courtisan ? Quant aux critiques littéraires de droite, ils fustigèrent la prétention manifeste de Ponge qui s'identifie, tout au long de l'essai, à son prestigieux modèle.
Pourtant, l'étude approfondie de Ponge le conduit à reconnaître une proche parenté entre ses préoccupations les plus récentes et les impératifs de Malherbe. Premier point souligné par Ponge : Malherbe « sait exactement (…) doser (ses éloges), et ne dire que ce qu'il veut dire. Il sait ce qu'il fait. Dire, pour lui, c'est faire. (…) Il loue les grands, et il s'arrange, ce faisant, pour se louer lui-même et la poésie, pour faire triompher la langue et l'esprit ». Autrement dit, tout poème de Malherbe, fût-il un éloge, s'accompagne d'une réflexion et d'une célébration de la langue. Dans chaque poème s'imbriquent les deux niveaux de l'expression du sujet et de l'invention métalinguistique (on reconnaît ici le sens des recherches exprimées dans Proêmes). Aussi Ponge peut-il écrire que Malherbe constitue le "tronc" de la langue française, celui qui établit toutes les règles classiques de la versification mais qui n'hésite pas, lorsque le sujet l'y oblige, à transgresser ces règles. Dans cette perspective, Malherbe évalue toutes les ressources de la langue : il "tend la lyre" française et Ponge écrit : « Malherbe (…) ayant accordé [la lyre], [l'ayant] plusieurs fois faite sonner, sans doute tenons-nous en lui le plus grand poète des temps modernes (…) et devons-nous tenir son œuvre comme la lyre elle-même. »
Deuxième point souligné par Ponge tout au long de l'essai : tout discours est par nature destiné à l'échec (parce que le langage ne permet pas une "expression" satisfaisante) mais en même temps tout discours peut potentiellement fonctionner ou plaire. La Rage de l'expression consacrait déjà cette profonde identité entre l'inévitable échec absolu du discours (le poète ne peut pas finir son poème) et la possibilité d'atteindre, dans cet horizon limité, des résultats relatifs très probants, même par des énoncés triviaux (Ponge évoque, dans ses Entretiens avec Philippe Sollers, des phrases très banales mais très efficaces comme "Passez-moi le sel", par exemple). Or, dans son essai sur Malherbe, il écrit : « Pas de plus grand esprit que Malherbe. (…) Personne en effet plus que lui n'a jamais été convaincu à la fois de sa supériorité relative et de son échec absolu. Nous en avons plusieurs preuves. » Parmi ces dernières, celle-ci, véritable leitmotiv de l'essai de Ponge, le rapprochement entre deux vers de Malherbe : « Rien, afin que tout dure, ne dure éternellement », et, ceci posé, « Ce que Malherbe écrit dure éternellement. »
Ponge insiste ainsi, en prenant appui sur Malherbe, sur ses propres recherches qu'il ressaisit globalement dans une réflexion sur le rôle et la fonction du poète. À cette même occasion, il réévalue l'ensemble de son œuvre, laquelle continue d'exacerber, en le légitimant de manière de plus en plus profonde, le "drame de l'expression" inaugural, même si les dernières œuvres (Le Savon, La Fabrique du Pré) lui trouvent un pendant optimiste dans "l'objeu".

## Priorité à l'exactitude
(décembre 2019).
- Si vous ne connaissez pas le sujet, laissez ce bandeau (vous pouvez alors contacter les auteurs).
- Si vous supprimez le contenu mis en cause (vous pouvez préalablement contacter les auteurs),

argumentez précisément cette suppression dans la page de discussion
(un manque de référence n'est pas un argument ; une recherche réelle de référence doit avoir été effectuée, être formellement documentée).
On mesure alors la portée littéraire de l'œuvre de Francis Ponge, qui tend à opérer un retournement complet par rapport à une conception romantique de la poésie, illustrée notamment par Lamartine et Alfred de Musset. Contrairement à l'opinion commune, le rôle du poète ne consiste aucunement à étaler des sentiments (surtout des sentiments larmoyants) "inspirés" par une "muse" mais à atteindre une expression adéquate (pour l'auteur et pour le lecteur) de l'objet dont il est question. Contrairement à la recherche surréaliste, avec laquelle pourtant Ponge partage certains centres d'intérêt, il faut se défier de toute "spontanéité" que l'écriture automatique entend précisément libérer, et se garder de tout bavardage verbeux, de tout délayage. Aussi le travail de Ponge se situe-t-il à l'extrême limite du champ poétique, et lui-même refuse le qualificatif de "poète".

Au plus fort de la confusion sur le sens de son œuvre, et tandis qu'il bataille pour la publication des Proêmes, Ponge écrit avec quelque agacement (dans Méthodes, My Creative Method, daté Le Grau-du-Roi, 26 février 1948, Ponge souligne) : 

« Proême. - Le jour où l'on voudra bien admettre comme sincère et vraie la déclaration que je fais à tout bout de champ que je ne me veux pas poète, que j'utilise le magma poétique mais pour m'en débarrasser, que je tends plutôt à la conviction qu'aux charmes, qu'il s'agit pour moi d'aboutir à des formules claires, et impersonnelles, on me fera bien plaisir, on s'épargnera bien des discussions oiseuses à mon sujet. »

L'exactitude et la rigueur de l'expression, que Ponge saluait en Malherbe comme des vertus cardinales, l'amènent également à révérer La Fontaine, qu'il se choisit pour modèle. Il confie ainsi à Philippe Sollers son ambition d'atteindre la perfection littéraire à travers l'économie de moyens au point d'arriver à la forme des maximes, des proverbes ou des dictons, citant en exemple le vers tiré de la fable Le Lion et le rat : « Une maille rongée emporta tout l'ouvrage » (Entretiens avec Philippe Sollers).
Enfin, ce souci d’exactitude transparaît dans le choix que fait Ponge de se servir du dictionnaire comme « instrument de réflexion privilégié ». Dans plusieurs de ses œuvres, le poète s’empare de définitions, notamment au Littré, qu’il s’agit parfois simplement de recopier. Il arrive toutefois bien souvent que ces définitions se voient travesties : « À l'instar de Pierre Ménard, auteur du Quichotte, Ponge investit le texte poétique de Littré de nouveaux contenus axiologiques ». Très attaché au Littré, Ponge qualifiait ce dictionnaire de « coffre merveilleux d’expressions anciennes ».
Par ce renversement radical du rôle et de la fonction du poète, Francis Ponge exerce une influence considérable sur la poésie française contemporaine.

## Naissance perpétuelle de la parole: l’objeuet l’objoie
(décembre 2019).
- Si vous ne connaissez pas le sujet, laissez ce bandeau (vous pouvez alors contacter les auteurs).
- Si vous supprimez le contenu mis en cause (vous pouvez préalablement contacter les auteurs),

argumentez précisément cette suppression dans la page de discussion
(un manque de référence n'est pas un argument ; une recherche réelle de référence doit avoir été effectuée, être formellement documentée).
Après les formes concises des poèmes du Parti pris des choses, Ponge s'interroge sur la genèse même de l'écriture au point de recommencer plusieurs fois ses poèmes comme celui autour de la figue (dans Comment une figue de parole et pourquoi).
Il s'agit pour lui d'explorer la naissance perpétuelle de la parole, comme objeu (contraction d'objet et jeu). Ce concept est illustré dans la Rage de l'expression, la parole est comme une "obsession", les répétitions et les variantes se lisent comme la preuve du mouvement perpétuel, d'éternel recommencement tendant à l'infini de l'écriture, montrant ainsi que la création a pour corollaire indispensable le non-achèvement.
En même temps, il y a une certaine jouissance de la parole et de l'écriture dans ce système de la répétition. Dans le Savon, Ponge parle de ce contact de l'homme, du lecteur ou du poète, avec les choses et le monde à travers le texte poétique qui permet de « concevoir son identité personnelle, de la dégager de ce qui n'est pas elle, de la décrasser, décalaminer, de se signifier de s'éterniser enfin, dans l'objoie » et de conclure en disant « c'est bien ainsi qu'il faut concevoir l'écriture : non comme la transcription, selon un code conventionnel, de quelque idée mais à la vérité comme un orgasme. »
Le matériau poétique apparaît donc comme « objet de jouissance » pour le poète lui-même en train d'écrire.

## Œuvres
- Douze petits écrits, avec un portrait de Mania Mavro, NRF/Gallimard, 1926 (rééd. in Tome premier, 1965)
- Le Parti pris des choses, 1942.
- Le Carnet du bois de pins, 1947.
- Le Peintre à l'étude, Paris, Gallimard, 1948 - études sur Émile Picq, Jean Fautrier, Georges Braque… (rééd. in Tome premier, 1965)
- Proêmes, 1948
- Première esquisse d'une main, in ouvrage collectif A la gloire de la main, eaux-fortes de Christine Boumeester, Roger Chastel, Pierre Courtin, Jean Fautrier, Marcel Fiorini, Albert Flocon, Henri Goetz, Germaine Richier, Jean Signovert, Raoul Ubac, Roger Vieillard, Jacques Villon, Gérard Vulliamy, aux dépens d'un amateur, Paris, 1949.
- Le Verre d'eau (avec Eugène de Kermadec), Éditions de la Galerie de Louise Leiris, Paris, 1949
- La Seine, photos de Maurice Blanc, La Guilde du Livre, Lausanne, 1950
- La Rage de l'expression, 1952.
- Le lézard, eaux-fortes de Jean Signovert, Éditions Jeanne Bucher, 1953.
- Le Grand Recueil : I. "Méthodes", 1961 ; II. "Lyres", 1961 ; III "Pièces", 1961.
- L'appareil du téléphone 1962.
- Le pain 1962
- Pour un Malherbe, 1965.
- Le Savon, 1967.
- Nouveau recueil, 1967.
- Entretiens avec Philippe Sollers, 1970.
- La Fabrique du Pré, 1971.
- Comment une figue de parole et pourquoi, 1977.
- Pratiques d'écriture, 1984.
- Nouveau nouveau recueil, 1992.
- Œuvres complètes, La Pléiade  volume I, 1999 ; volume II, 2002 ; Gallimard, Paris.
- Pages d'atelier, 1917-1982, 2005 ; Gallimard, Paris (Ensemble de textes inédits).
- Album amicorum, 2009 ; Gallimard, « Les Cahiers de la NRF », Paris. (De 1926 à 1988, 60 ans d'envois et de dédicaces reçues).

### Œuvres mises en scène
- La Tentative Orale par l'auteur, Paris, Théâtre du Vieux Colombier, 1947. Texte repris par Olivier Bosson, Paris, 1983 ; par Pierre Baux, Paris, 2001 puis 2003.
- Le Savon par Yves Bical, mis en scène par Émile Lanc, Théâtre du Poème de Bruxelles, 1972.
- Introduction au galet par Olivier Bosson, Paris, 1983.
- Le Savon mis en scène par Christian Rist, 1re présentation au Festival d'Avignon en juillet 1985 (Comédie-Française).
- Pièces et morceaux, montage de textes par Jean Thibaudeau, mise en scène par Nelly Borgeaud, Festival d'Avignon, juillet 1985.
- Monologue du Malherbe mis en scène par Christian Rist et Jean-Marie Villégier, Avignon, juillet 1985.
- Le Concert de vocables par Jean Thibaudeau, Christian Rist, Nelly Borgeaud, coproduit par le Studio classique, la Maison de la poésie et le Festival d'Avignon, 1985.
- Le Savon - vingt ans après par Yves Bical, mis en scène par Robert Lemaire, Théâtre du Poème de Bruxelles, 1988. Lyon, 1989.
- Monde muet poésie-concert, Maison de la Poésie, 2001.
- Comment une figue de paroles et pourquoi par Pierre Baux et Célie Pauthe, avec Violaine Schwartz, Paris, 2001 puis 2003.
- Travail d'invention sur Le Parti pris des choses[22] par Kévin Zarshenas avec Axel Croce, 2011.

## Distinctions

### Décorations
- Commandeur de la Légion d'honneur (1983) ; officier en 1959[23] ;

### Prix
- Prix international de poésie (Capri) en 1959 ;
- Prix de l'Ingram Merril Foundation (États-Unis) en 1972 ;
- Prix international de poésie Books Abroad Neustadt à Norman (Oklahoma) en 1974 ;
- Membre honoraire de l'American Academy and Institute of Arts and Letters (New York) en 1980 ;
- Grand Prix national de poésie en 1981 ;
- Prix de poésie de la Mairie de Paris en 1985 ;
- Grand Prix de l’Académie française en 1984.

## Diffusion de l'œuvre
En 2011, Jean-Marie Gleize fonde la Société des Lecteurs de Francis Ponge (ou S. L. F. P.) sur une idée de la fille d'Odette et de Francis Ponge, Armande Ponge (1935 - ) dans le but de diffuser et de promouvoir l'œuvre de l'auteur. L'association a publié jusqu'en 2017 un Bulletin, qui a été remplacé par les Cahiers Francis Ponge, publiés chez Classiques Garnier (2018-2022), devenus La Fabrique pongienne et publiés grâce à OpenEdition et l'Université Lyon 3 - Jean Moulin. Le site de la Société des Lecteurs de Francis Ponge recense les divers événements liés à cette œuvre (colloques, lectures, expositions, publications etc.), et présente des travaux universitaires anciens et récents, ainsi que des archives et des documents difficiles d'accès.